# Wyższa Szkoła Oficerów Polityczno-Wychowawczych
Wyższa Szkoła Oficerów Polityczno-Wychowawczych (WSOPW) – uczelnia kształcąca oficerów politycznych ludowego Wojska Polskiego.

## Historia uczelni
Szkołę utworzono w czerwcu 1946 w Warszawie na Bielanach. W październiku 1946 została przeniesiona do Rembertowa. Jej zadaniem było dokształcanie oficerów polityczno-wychowawczych przewidzianych do wyznaczenia na wyższe stanowiska służbowe oraz oficerów liniowych zakwalifikowanych do dalszej służby w aparacie polityczno-wychowawczym. Nabór odbywał się na zasadzie dobrowolnego zgłaszania kandydatów. Etat szkoły przewidywał 150 słuchaczy. W 1947 uruchomiono tam również kursy doskonalenia dla oficerów i podoficerów pionu polityczno-wychowawczego (zasadniczy, organizacyjny, lektorski, zastępców dowódców batalionów). W 1949 zmieniono nazwę szkoły na Wyższą Szkołę Oficerów Politycznych. W 1951 na bazie szkoły utworzono Akademię Wojskowo-Polityczną.
Szkoła podlegała bezpośrednio szefowi Głównego Zarządu Polityczno-Wychowawczego Wojska Polskiego.
Absolwentem Szkoły był między innymi płk Zbigniew Załuski.

## Proces kształcenia
Okres kształcenia wynosił dwa lata. Program nauczania obejmował: historię powszechną, historię Polski, literaturę polską, naukę o Polsce współczesnej, politykę międzynarodową, ekonomię polityczną, socjologię, geografię, metodykę pracy polityczno-wychowawczej, taktykę, terenoznawstwo, naukę o broni i regulaminy.

## Kierunki kształcenia
Szkoła przygotowywała oficerów polityczno-wychowawczych na stanowiska zastępców dowódców samodzielnych batalionów, dywizjonów, pułków lub instruktorów wydziałów polityczno-wychowawczych dywizji.

## Struktura organizacyjna (1948)
- Komenda
- Wydział polityczno-wychowawczy
- Wydział Wyszkolenia
  - Cykl nauk politycznych
  - Cykl ekonomii społecznej
  - Cykl pracy polityczno-wychowawczej
  - Cykl wyszkolenia wojskowego
- Kwatermistrzostwo
- Pododdziały szkolne
  - kurs podstawowy
  - kursy doskonalące

## Komendanci
- płk Michał Stankiewicz (1945-1946)
- płk Henryk Grabski (1946-1947)
- płk Kazimierz Tomasik (1947-1949)